# 塞基洛斯的墓志铭

大理石柱，被称为塞基洛斯石柱，刻有诗歌和乐谱。

《塞基洛斯的墓志铭》（希臘語：Επιτάφιος του Σείκιλου）是希腊化时代伊奥尼亚地区的歌曲，是全世界现存最早的音乐作品。歌词及歌曲以古希腊式乐谱记录，在土耳其的艾登发掘出土。据判断，此石柱的年代在公元前200年到公元100年之间，以在公元一世纪最为可能。
在石柱上，用希腊文刻写了：“我是一块墓碑，一个标识，塞基洛斯将我安放在此处，作为不朽的纪念。” 

## 曲调
歌词上方（此  处用希腊语变音符号标记）是用字母及符号标记的曲调：

墓志铭上的文字曲譜與歌詞

歌词大意为：“只要你还活着，就轻松愉快一些吧。让你的一切都无忧无虑。生命太短暂了，时间使它消亡。”

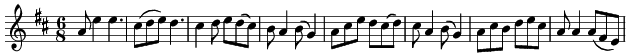
用五線譜表示旋律

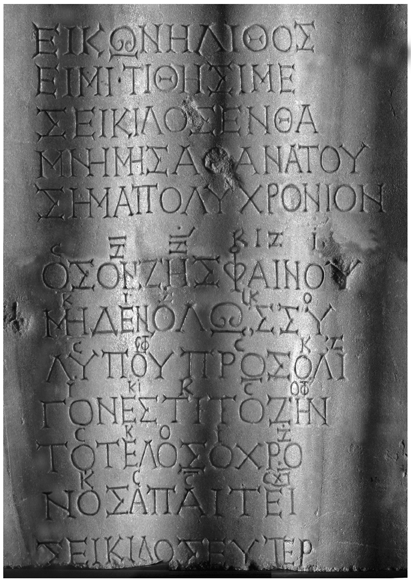
墓碑细节

翻译成现代乐谱，大致是：

## 题词
石柱的最后两个单词是（中括号中是后人的猜测) ）：
, Seikilos Euter[pei],
意思是说"塞基洛斯献给艾戴佩"，也即根据这种猜测，墓碑可能是塞基洛斯为妻子艾戴佩所立。 
另一种可能性是
, Seikilos Euter[pou],
意思是说"尤特普的塞基洛斯"，也即塞基洛斯，尤特普之子。